# Ali Zniber
Pour les articles homonymes, voir Zniber.
Hajj Ali Zniber (1844-1914) de son nom complet Ali ben Ahmed ben Abd-el-Qadir Zniber Lettam, est un écrivain, poète, réformiste musulman et nationaliste marocain. Il est connu, avec Haj Abdellah Bensaid, pour avoir présenté la première constitution pour l'amélioration de la situation politique marocaine en 1906 : Sauvegarde de l'indépendance et refus de la manipulation coloniale.

## Biographie
Après avoir voyagé au Proche-Orient pour effectuer le pèlerinage à la Mecque Hajj Ali s'installe en Égypte où il vivra du commerce d'import-export où il aura l'occasion de connaitre parallèlement les savants égyptiens de son temps.
Ses 23 ans passés en Égypte lui permettent de s'inspirer des idées constitutionnelles du Proche-Orient pour théoriser quelques réformes politiques où il s'oppose à la colonisation et milite pour la conservation de l'indépendance.  « Il avait très tôt pris conscience du danger du colonialisme français et prodigué une série de conseils au Sultan Moulay Abdelaziz. Il a également soumis au Souverain Moulay Abdelaziz un projet de Constitution. La Bibliothèque Sbihi à Salé renferme plusieurs documents manuscrits rédigés par l'intéressé lui-même. ».
Sa vie reste globalement très ignorée des historiens. Après son retour au Maroc, tout en restant en contact avec les savants salétins, il s'installe à Tanger où il côtoie le ministère des affaires étrangères puis à Fès où il s'occupe de l'impression et de la diffusion des presses marocaines et publie quelques ouvrages. Après sa proposition de la constitution devant le Sultan, Hajj Ali Zniber insiste sur la protection de l'identité nationale en protégeant la langue arabe.